# Célula olfativa envainada

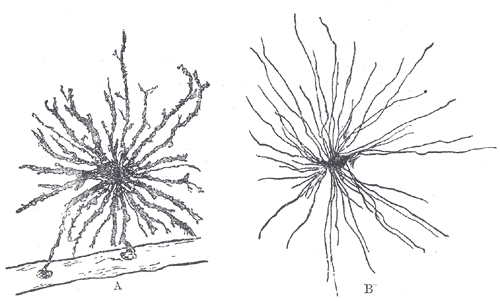
Neuroglia del cerebro mostrada por el método de Golgi.

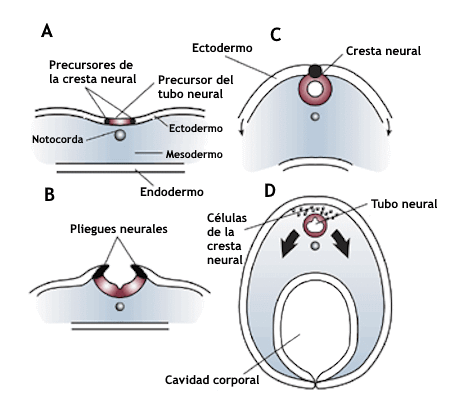
Desarrollo embrionario en el sistema nervioso central.

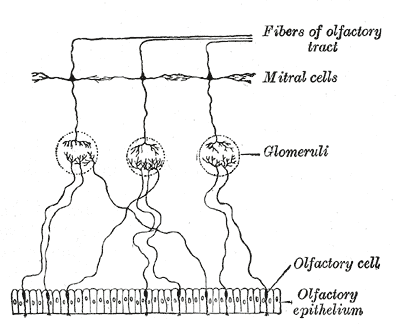
Plano de las neuronas olfativas.

El glía envolvente olfativo (OEG), también conocido como células olfativas envainadas (OEC) o células gliales envainadas olfativas, son un tipo de macroglia (glía radial) encontrado en el sistema nervioso. También se conocen como células olfativas de Schwann porque envainan los axones no mielinizados de las neuronas olfativas de una manera similar a las de las células envainadas de Schwann de las neuronas periféricas no mielinizadas. También comparten la propiedad de ayudar a la regeneración axonal. El OEG es capaz de fagocitar los desechos axonales in vivo y fagocitan las bacterias in vitro. El glia olfativo  que expresa el LYZ se cree que desempeña un papel importante en inmunoprotección en la mucosa, donde las neuronas están directamente expuestas al ambiente externo. El OEG ha sido probado con éxito en la regeneración axonal experimental en ratas adultas con daño medular traumático y los ensayos clínicos se llevan a cabo en la actualidad para obtener más información sobre las lesiones de la médula espinal y otras enfermedades neurodegenerativas.